# August Gottlieb Richter
August Gottlieb Richter (Zörbig, 13 aprile 1742 – Gottinga, 23 luglio 1812) è stato un chirurgo e medico tedesco.

## Biografia
Richter conseguì il dottorato presso l'Università di Gottinga nel 1764 e trascorse gran parte della sua carriera a Gottinga come professore e chirurgo. Nel 1771 ottenne la posizione di professore ordinario.
Tra i suoi scritti più noti c'era un'opera in sette volumi sul trattamento delle ferite, chiamato Anfangsgründe der Wundarzneikunst. Dal 1771 al 1797, fu direttore della rivista chirurgica Chirurgische Bibliothek. Richter fece ricerche approfondite nel campo dell'oftalmologia pubblicando nel 1773 un influente trattato sull'estrazione della cataratta intitolato Abhandlung von der Ausziehung des grauen Stars.
L'omonima "ernia di Richter" fu descritta per la prima volta da lui.
Nel 1774, Richter fu eletto membro straniero della Royal Swedish Academy of Sciences.

## Opere principali
- Chirurgische Bibliothek, 15 volumi. Göttingen and Gotha, 1771-1797.
- Abhandlung von den Brüchen, due volumi, 1778, 1779; seconda edizione, 1785..
- Anfangsgründe der Wundarzneikunst, sette volumi, 1792-1804. Medicinische und chirurgische Bemerkungen, vorzüglich im akad. Hospital gesammelt. Volume I, II, 1793, 1813. Traduzione in inglese, Edinburgh, 1794.
- Specielle Therapie, nove volumi e volumi supplementari, Berlin, 1813-1836; pubblicato postumo da suo figlio, Georg August Richter (1778-1832).[1]